# Ian Gallagher
Ian Gallagher (* 30. Mai 1978 in Hartlepool) ist ein ehemaliger englischer Fußballspieler.

## Karriere
Gallagher war Nachwuchsspieler beim Viertligisten Hartlepool United, als er am 4. Mai 1996 im letzten Saisonspiel gegen Plymouth Argyle (Endstand 0:3) in der Startaufstellung stand. Zur folgenden Saison erhielt der Mittelfeldakteur einen Profivertrag, profitierte dabei aber davon, dass der eigentlich für einen Vertrag vorgesehene gleichaltrige Mitspieler Paul Conlon zum AFC Sunderland wechselte. In der Saison 1996/97 war Gallagher auf einen Kurzeinsatz im Rahmen der Football League Trophy gegen den FC Burnley beschränkt und im Sommer 1997 wurde sein Vertrag nicht mehr verlängert. Gallagher war fußballerisch noch kurzzeitig auf Amateurebene für Seaham Red Star und Hartlepool Athletic aktiv.
Wegen einer Knieverletzung musste er seine Fußballerlaufbahn beenden und absolvierte eine Ausbildung zum Physiotherapeuten. Gallagher gehörte als Spieler und Teil des Betreuerstabs bis 2017 insgesamt 25 Jahre Hartlepool an, 2012 stieg er zum Chef-Physiotherapeut auf. An den letzten beiden Spieltagen der Saison 2016/17 war er Teil der sogenannten „Gang of Four“ bestehend aus Matthew Bates, Billy Paynter, Stuart Parnaby und Gallagher, die als Trainerteam erfolglos versuchten den Klub vor dem Abstieg in die National League zu bewahren. Nachdem er im Juni 2017 vom Klub entlassen wurde, war er als Physiotherapeut drei Jahre lang bei York City tätig, 2020 schlossen sich Hartlepool United und Gallagher, der bei den Hartlepool-Fans unter dem Rufnamen „Buster“ Kultstatus genießt, samt seinem Unternehmen First Team Therapy wieder zusammen.